# Jeffrey Shears Ashby
Jeffrey Shears „Bones“ Ashby (* 16. června 1954 v Dallasu, USA), vojenský pilot, americký kosmonaut. Ve vesmíru byl třikrát.

## Život

### Mládí a výcvik
V roce 1972 absolvoval střední školu v Evergreenu, roky 1972 až 1976 strávil na Univerzitě v Idahu a roku 1993 ukončil studium na univerzitě v Knoxville.
V týmu astronautů NASA je od roku 1994. Oženil se s Dianou, rozenou Merriweatherovou, později se rozvedli. Manželství bylo bezdětné.

### Lety do vesmíru
Na oběžnou dráhu se v raketoplánech dostal třikrát a strávil ve vesmíru 27 dní, 16 hodin a 19 minut. Byl 389 člověkem ve vesmíru.
- STS-93 Columbia (23. červenec 1999 – 27. červenec 1999), pilot
- STS-100 Endeavour (19. duben 2001 – 1. květen 2001), pilot
- STS-112 Atlantis (7. říjen 2002 – 19. říjen 2002), velitel